# Louvie-Soubiron
Louvie-Soubiron è un comune francese di 120 abitanti situato nel dipartimento dei Pirenei Atlantici nella regione della Nuova Aquitania.

## Società

### Evoluzione demografica
Abitanti censiti